# Tephrina strenuata
Tephrina strenuata là một loài bướm đêm trong họ Geometridae.